# 9510 Gurnemanz
9510 Gurnemanz è un asteroide della fascia principale. Scoperto nel 1977, presenta un'orbita caratterizzata da un semiasse maggiore pari a 3,0820239 UA e da un'eccentricità di 0,0114086, inclinata di 10,10158° rispetto all'eclittica.